# Letiště J. Hozmana
Letiště J. Hozmana (hebrejsky נְמַל הַתְּעוּפָה אֵילַת‎, Nemal ha-te'ufa Ejlat, arabsky مطار إيلات‎; IATA: ETH, ICAO: LLET) je zaniklé letiště v Ejlatu v Izraeli. Bylo pojmenováno po zakladateli společnosti Arkia Ja'akovu Hozmanovi a nacházelo se v centru Ejlatu poblíž dálnice číslo 90. Vzhledem ke krátké dráze a omezené kapacitě odbavovalo především vnitrostátní lety z letiště Haifa a z letišť v Tel Avivu (letiště Sde Dov a letiště Ben Guriona), zatímco mezinárodní letiště Uvda, které se nachází asi 60 km severně od města, odbavovalo ejlatské mezinárodní dopravce.
Očekávalo se, že provoz letiště bude ukončen 27. října 2018 s otevřením nového Ramonova mezinárodního letiště, ovšem otevření letiště bylo odloženo na 21. ledna 2019.
Po otevření Ramonova mezinárodního letiště, které se nachází přibližně 20 km severně od města, ukončilo letiště Ejlat 18. března 2019 svůj provoz. Nové, větší letiště nyní odbavuje všechny vnitrostátní a mezinárodní lety v Ejlatu, protože po otevření Ramonova letiště přestalo mezinárodní letiště Uvda přijímat civilní lety.

## Historie

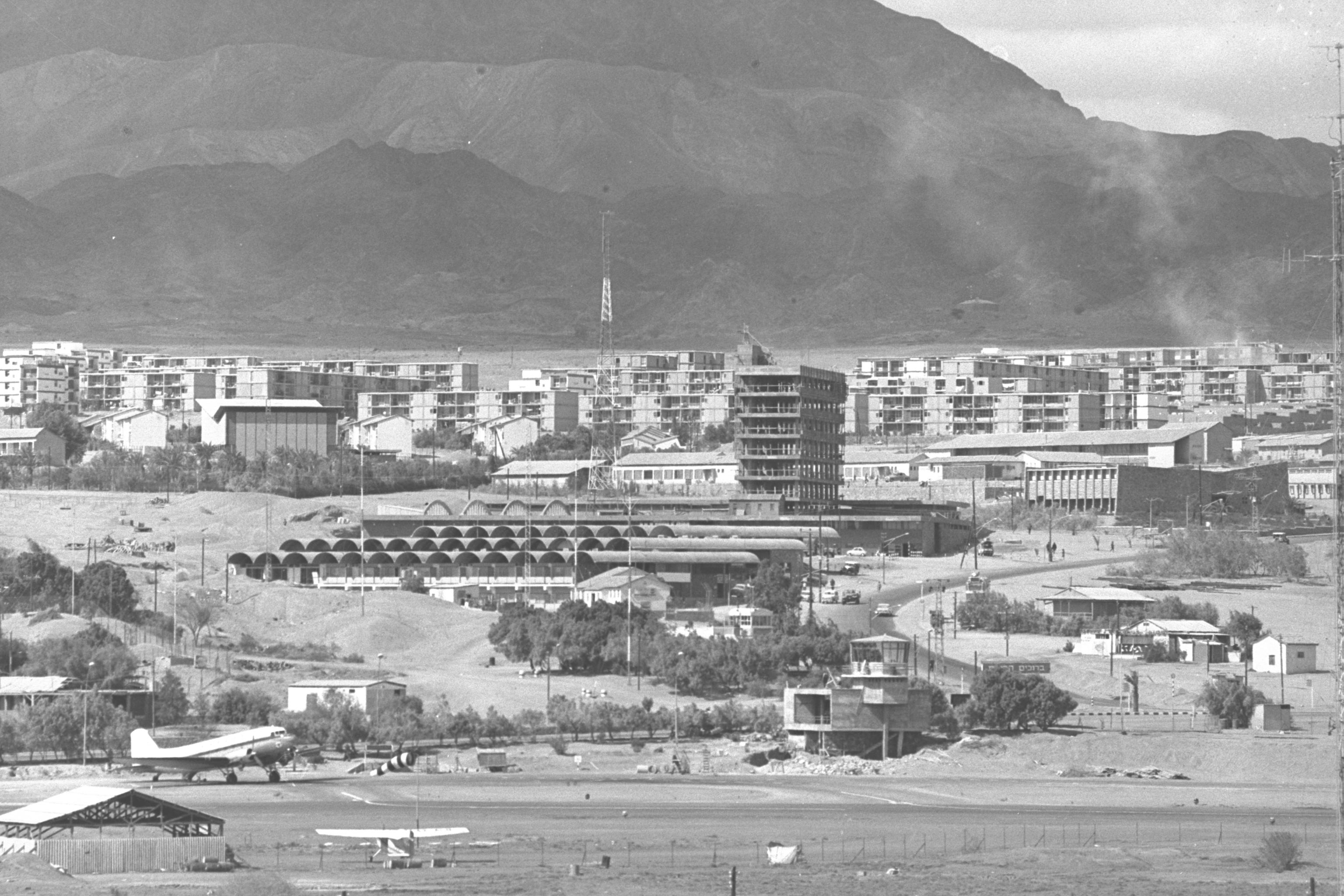
Pohled na letiště a město v roce 1964

Letiště v Ejlatu bylo založena v roce 1949 Izraelským vojenským letectvem po válce v Palestině v letech 1947-1949. V prvních letech své existence se letiště snažilo vytvořit komplexní spojení s městy po celé zemi, především s Tel Avivem a Haifou. Následně byla zahájena pravidelná linka z Ejlatu na letiště Lod (nyní mezinárodní letiště Ben Guriona). Brzy poté byla zprovozněna linka na letiště Haifa. V prosinci 1950 se po svém založení stala společnost Arkia největším vnitrostátním dopravcem na letišti Ejlat. V roce 1964 byla dráha rozšířena na 1500 m a byl vybudován terminál pro cestující. O pět let později byla dráha opět rozšířena, a to o 400 m. V roce 1975 na letišti přistál první mezinárodní let dánské letecké společnosti Sterling Airlines. Od té doby vzniklo mnoho mezinárodních linek přímo spojujících Ejlat s Evropou, letiště však stále nebylo schopno přijmout velká letadla, která musela přistávat na mezinárodním letišti Uvda.
V izraelsko-jordánské mírové smlouvě z roku 1994 bylo rozhodnuto, že provoz bude přesunut z letiště Ejlat na mezinárodní letiště krále Husajna. Původní plán počítal s přejmenováním mezinárodního letiště krále Husajna na mezinárodní letiště Akaba-Ejlat. Tato smlouva však nebyla nikdy dodržena a smlouva mezi oběma zeměmi z března 1997 stanovila, že k vnitrostátním letům bude nadále sloužit letiště Ejlat. K přesunu mezinárodních letů nedošlo.
V srpnu 2005 dopadla raketa Kaťuša vypálená z Jordánska poblíž taxíku jedoucího 14 m od plotu letiště. Dne 8. srpna 2013 izraelská armáda nařídila letišti, aby po bezpečnostním vyhodnocení zrušilo všechny odlety a přílety. Ozbrojenci na Sinajském poloostrově několikrát vypálili na město rakety, ale není jasné, zda to byl důvod uzavření letiště.

## Poslední roky fungování
V posledních letech fungování letiště se vyskytovaly dny, kdy terminálem o rozloze 2800 m2 prošlo 10 000 cestujících, čímž se stalo jedním z nejvytíženějších letišť o podobné rozloze terminálu na světě.

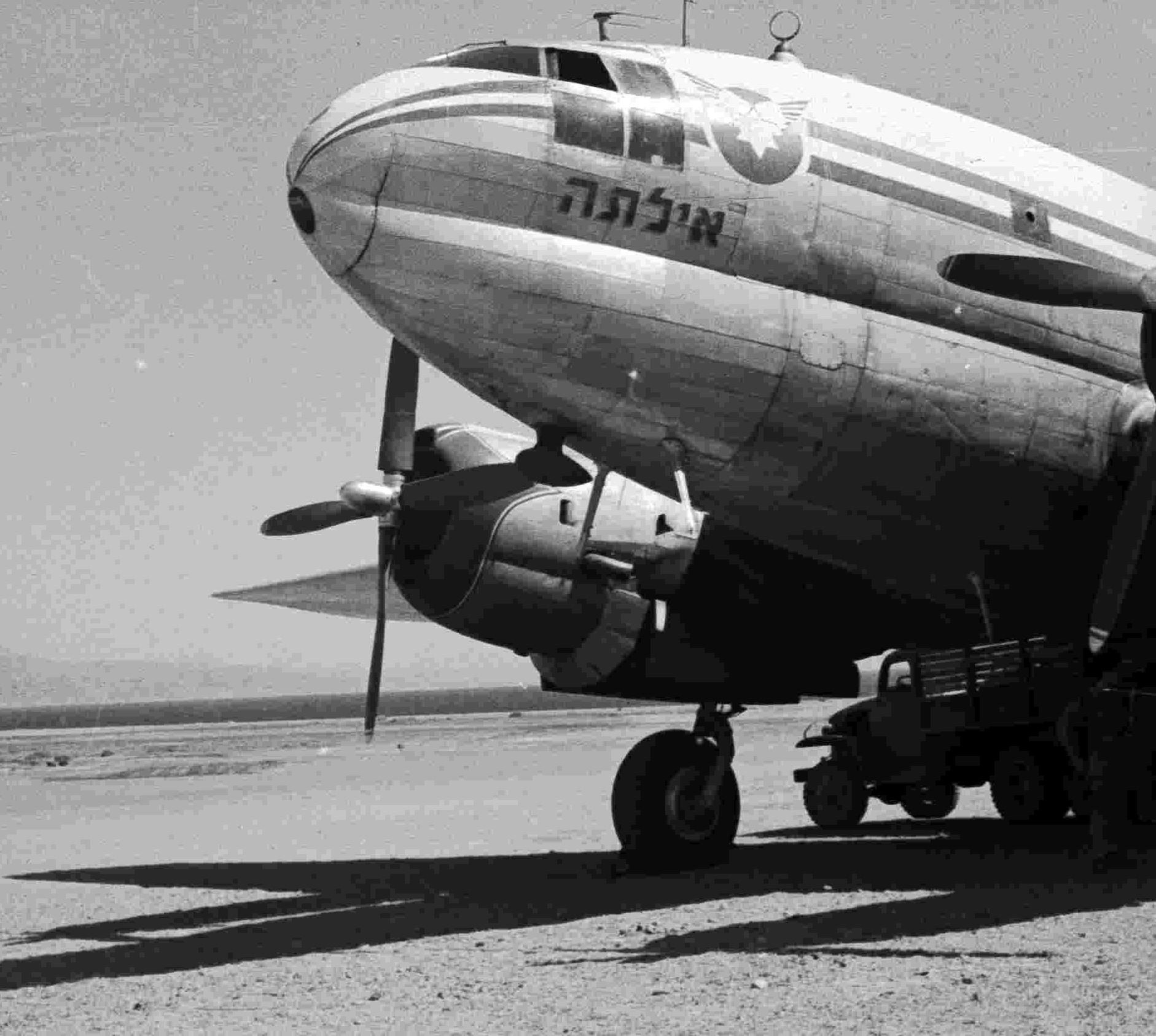
Letoun C-46 Commando 4X-ACT Eilata provozovaný společností El Al na letišti Ejlat (~1952)

Mezinárodní přeprava cestujících se snížila z 20 000 ročně na konci roku 2000 na 5 000 ročně v roce 2010. Většinu mezinárodní přepravy do Ejlatu odbavovalo mezinárodní letiště Uvda, zatímco letiště Ejlat odbavovalo asi 1,5 milionu domácích cestujících ročně. O něco více než polovina z nich létala na letiště Sde Dov v Tel Avivu (bylo uzavřeno několik měsíců po uzavření letiště Ejlat) nebo z něj, zatímco zbytek létal převážně na mezinárodní letiště Ben Guriona a na letiště Haifa.
Letiště sice bylo schopné odbavovat letoun Boeing 767, ale pro velký počet těchto letadel by byly zapotřebí značné investice. Největšími letouny, která na letiště pravidelně létala, byly proto Boeingy 757. Hlavním problémem letiště byl nedostatek místa na odbavovací ploše, kde byla pouze dvě místa pro velké letouny. Společnost El Al proto provozovala pravidelné lety na mezinárodní letiště Ben Guriona, na kterých přepravovala cestující z celého světa v Boeinzích 737 a 757.
Malou rozlohu ilustruje skutečnost, že Boeing 757 nemohl pojíždět kolem jiného zaparkovaného letounu. V důsledku toho byli dispečeři zodpovědní nejen za zajištění využití prostoru, ale také za to, aby ostatní letouny kroužily, dokud větší letouny nezaparkovaly. Navzdory těmto omezením letiště úspěšně odbavovalo desetkrát až dvacetkrát více než letiště o stejné velikosti. V roce 2006 byl zahájen program renovace terminálu a vzletové a přistávací dráhy letiště Ejlat v hodnotě 5,5 milionů nových izraelských šekelů, který měl letišti zajistit fungování do doby, než bude nahrazeno novým.

## Ukončení provozu
Od počátku 90. let 20. století uvažovaly úřady v Ejlatu o přemístění letiště za hranice města. Důvodů pro tuto myšlenku byla celá řada, především se jednalo o zvýšení bezpečnosti, protože na současném místě letiště hrozí náraz letadla do budov ve městě. Dalšími důvody byla čistá hodnota pozemků, které letiště zabírá, a skutečnost, že letiště rozděluje město Ejlat na dvě části, přičemž na jedné straně jsou hotely a turistické oblasti a na druhé obytné budovy.
Dne 24. července 2011 vláda Izraele schválila výstavbu nového letiště v údolí Timna, 18 km severně od Ejlatu, vedle vesnice Be'er Ora. Letiště bylo otevřeno v roce 2019 a bylo pojmenováno na památku prvního izraelské astronauta Ilana Ramona (zemřel v roce 2003) a jeho syna Asafa Ramona (zemřel v roce 2009 při havárii své stíhačky F-16 nad Západním břehem Jordánu). Letiště má dráhu dlouhou 3 600 m, která umožňuje přistávání velkých letounů.

## Pozemek letiště po ukončení provozu
Po otevření Ramonova mezinárodního letiště ukončilo letiště Ejlat 18. března 2019 veškerý provoz. Jeho pozemky, které se nacházely v centru města, měly být využity k výstavbě nemovitostí. Celkově mělo být v rámci rozsáhlejších plánů na rozvoj Ejlatu přestavěno přibližně 750 000 metrů čtverečních pozemků bývalého letiště. Kromě uvolnění pozemků umožnilo uzavření letiště také ukončení platnosti zákonů o výškovém omezení, které se týkaly budov v okolí. Plány počítaly s výstavbou 1700 hotelových pokojů a 1920 bytových jednotek v areálů bývalého letiště. Vzhledem k tomu, že v roce 2019 bylo uzavřeno také letiště Sde Dov v Tel Avivu, měl Izrael v roce 2020 dva velké projekty na přestavbu bývalých pozemků letišť.

## Statistiky
| Rok  | Počet cestujících | Počet pohybů letadel |
| ---- | ----------------- | -------------------- |
| 2009 | 1 056 752         | 16 662               |
| 2010 | 1 293 254         | 18 298               |
| 2011 | 1 394 900         | 18 455               |
| 2012 | 1 448 423         | 18 248               |
| 2013 | 1 463 682         | 17 663               |
| 2014 | 1 424 098         | 18 966               |